# (39529) Vatnajökull
(39529) Vatnajökull ist ein Asteroid des inneren Hauptgürtels, der am 3. November 1989 von dem belgischen Astronomen Eric Walter Elst am La-Silla-Observatorium der Europäischen Südsternwarte in Chile (IAU-Code 809) entdeckt wurde.
Mittlere Sonnenentfernung (große Halbachse), Exzentrizität und Neigung der Bahnebene des Asteroiden entsprechen in etwa der Vesta-Familie, einer großen Gruppe von Asteroiden, benannt nach (4) Vesta, dem zweitgrößten Asteroiden und drittgrößten Himmelskörper des Hauptgürtels. Nach der SMASS-Klassifikation (Small Main-Belt Asteroid Spectroscopic Survey) wurde bei einer spektroskopischen Untersuchung von Gianluca Masi, Sergio Foglia und Richard P. Binzel bei (39529) Vatnajökull von einer hellen Oberfläche ausgegangen, es könnte sich also demnach, grob gesehen, um einen S-Asteroiden handeln, nicht um einen V-Asteroiden.
(39529) Vatnajökull wurde am 8. Oktober 2014 nach dem Vatnajökull benannt, dem größten Gletscher Islands.